# Bašňa na Naberežnoj
Bašňa na Naberežnoj (rusky Башня на Набережной, anglicky Naberezhnaya Tower), česky doslova Věž na nábřeží, případně též Moscow Business Center (česky Moskevské obchodní centrum), je kancelářský komplex třídy „A“ (nejvyšší kvalita podle kritérií BOMA International) v Moskvě v Rusku, součástí prestižní obchodní čtvrti Moskva-City. Tvoří ho celkem tři budovy nazvané podle prvních písmen abecedy – centrální dominantní věž („C“ – 268 m), druhý, menší mrakodrap („B“ – 127 m) a třetí, nejnižší výšková budova („A“ – 81 m). Společně stojí na jednom kruhovém autonomním pozemku v těsném sousedství a zabírají prostor o rozloze 254 000 m2. Výstavba proběhla v letech 2003–2007, přičemž budova „A“ byla dokončena v roce 2004, věž „B“ v roce 2005 (2006) a věž „C“ v roce 2007.
Ústřední mrakodrap „C“ s výškou 268,4 m byl od roku 2007 nejvyšší v Rusku i v Evropě, když překonal Triumph Palace (264,1 m), ale na čele se dlouho neohřál. V roce 2008 ho zastínila nejvyšší věž nedalekého komplexu City of Capitals (301,6 m). K roku 2022 je asi 10. nejvyšší ve městě.

## Výstavba a základní parametry

### Budova „A“
V létě roku 2003 zahájila turecká společnost ENKA výstavbu první 19patrové věže „A“. Tato věž o celkové rozloze 39 718 m2 a výšce 81 metrů byla uvedena do provozu 11. října 2004 a stala se první budovou dokončenou v centrální oblasti MIBC (Moscow International Business Center), rusky ММДЦ (Московский международный деловой центр) nebo česky Moskevské mezinárodní obchodní centrum. Vzhledem k vysoké poptávce se podařilo prodat všechny dostupné kancelářské prostory již čtyři měsíce před otevřením.
- Počet standardních podlaží: 17 (4 podzemní)[5][6][7]
- Podlahová plocha jednoho podlaží: max. 1 200 m2[8][9]
- Pronajímatelná plocha kancelářských prostor: 18 281 m2[7]
- Výška podlaží: 2,9 m (od podlahy ke stropu)[5][8][9]
- Počet výtahů a eskalátorů: 7 / 2[5]

### Budova „B“
Stavba věže „B“ byla zahájena současně s věží „A“ (coby fáze I.) a otevřena byla v roce 2006. Pokrývá plochu 57 549 m2, má 29 podlaží a tyčí se do výšky 127 metrů. Na začátku roku 2007 byly obě věže obsazeny asi 40 společnostmi (např. Alcoa, Citibank, IBM, GE, KPMG, Lucent Technologies či Procter & Gamble). Nájemníci však museli čelit komplikacím, které přinesla rozestavěná a tedy nekompletní infrastruktura MIBC. Asi 7 000 zaměstnanců se muselo vypořádat kupříkladu s tím, že bylo k dispozici pouze 1 200 parkovacích míst na čtyřúrovňovém podzemním parkovišti.
- Počet standardních podlaží: 27 (3–4 podzemní)[11][12][7]
- Podlahová plocha jednoho podlaží: max. 1 200 m2[8][9]
- Pronajímatelná plocha kancelářských prostor: 29 801 m2[7]
- Výška podlaží: 2,9 m (od podlahy ke stropu)[8][9][11]
- Počet výtahů a eskalátorů: 10 / 0[11]

### Budova „C“
Stavba poslední věže „C“ začala v roce 2005 a tedy mnohem později (coby fáze II.). Dokončena byla v roce 2007 a vyšplhala se do výšky 268,4 m. Tento 61patrový mrakodrap, jehož nejvyšší podlaží leží ve výšce 264,9 m nad zemí, překonal Triumph Palace (264,1 m) a stal se tak nejvyšší budovou v Rusku i v Evropě. Na čele však zůstal jen velmi krátce, protože už o rok později, v červenci 2008, byl překonán sousední věží komplexu City of Capitals (301,6 m). Budova má podlahovou plochu 108 000 m2 a k tomu 1 122 m2 pro maloobchodní prodej.
- Počet standardních podlaží: 57–59 (5 podzemních)[7][15][16][17]
- Podlahová plocha jednoho podlaží: max. 1 200 m2[8][9]
- Pronajímatelná plocha kancelářských prostor: cca 100 000 m2[7] (plných asi 108 000 m2)[8]
- Výška podlaží: 2,9 m (od podlahy ke stropu)[8][9][15]
- Počet výtahů a eskalátorů: 28 / 4[15]

## Bezpečnostní a technologické vybavení komplexu
Prosklená fasáda od podlahy ke stropu s tónovanými, vysokopevnostními a ekologickými dvojitými skleněnými tabulemi je energeticky účinná a zvukotěsná. Díky ní budovy využijí spoustu přirozeného světla a ušetří se na nákladech za elektřinu. Komplex obsahuje individuálně ovládané topné a klimatizační systémy (HVAC – heating, ventilation and air conditioning) se čtyřmi nebo šesti stropními jednotkami fan-coil. Zajišťuje 100% ventilaci čerstvého vzduchu.
Proti požáru je opatřen sprinklerovým nebo jiným automatizovaným systémem. Fyzickou ochranu zajišťují bezpečnostní kamery umístěné zvenčí i uvnitř budov. Vstup je možný pouze s elektronickou (čtecí) kartou.
Disponuje celkem 43 nebo 45 velkokapacitními rychlovýtahy i servisními výtahy (viz výše) od mezinárodní inženýrsko-servisní společnosti a největšího výrobce výtahů KONE (KONE Corporation) se sídlem ve Finsku.
Nabízí také prostorné a bezpečné podzemní i nadzemní parkoviště. Pro návštěvníky je uvolněno asi 200 parkovacích míst a celkem je zde prostor pro více než 1 300 vozů.

## Galerie

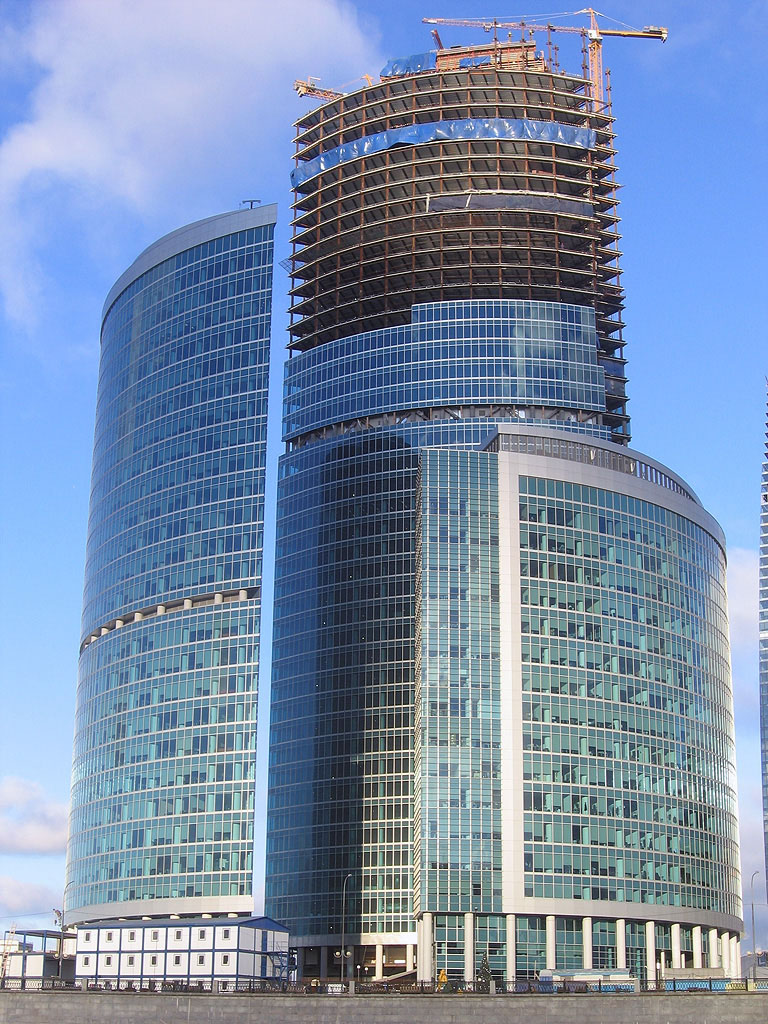
2006
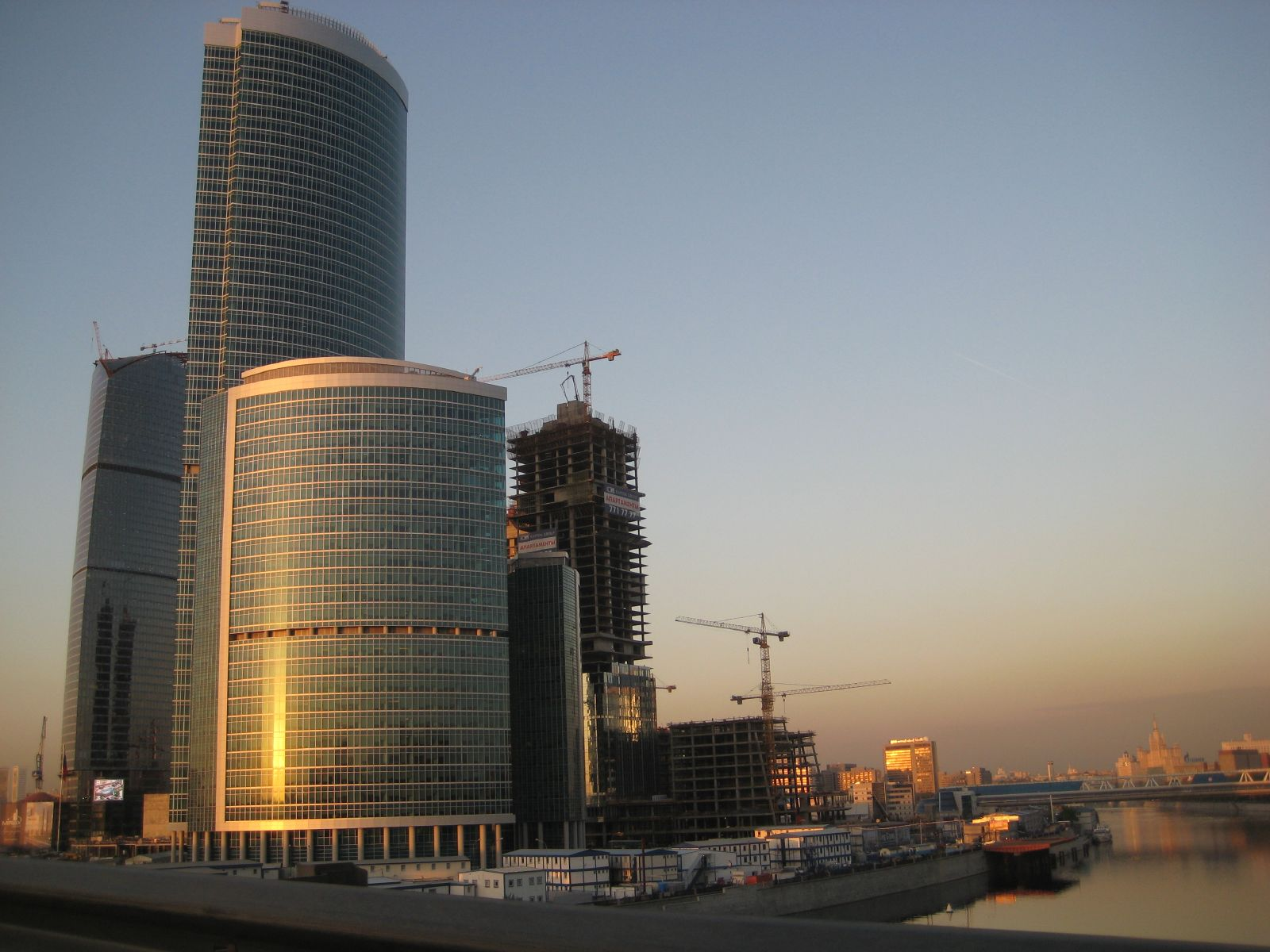
2007
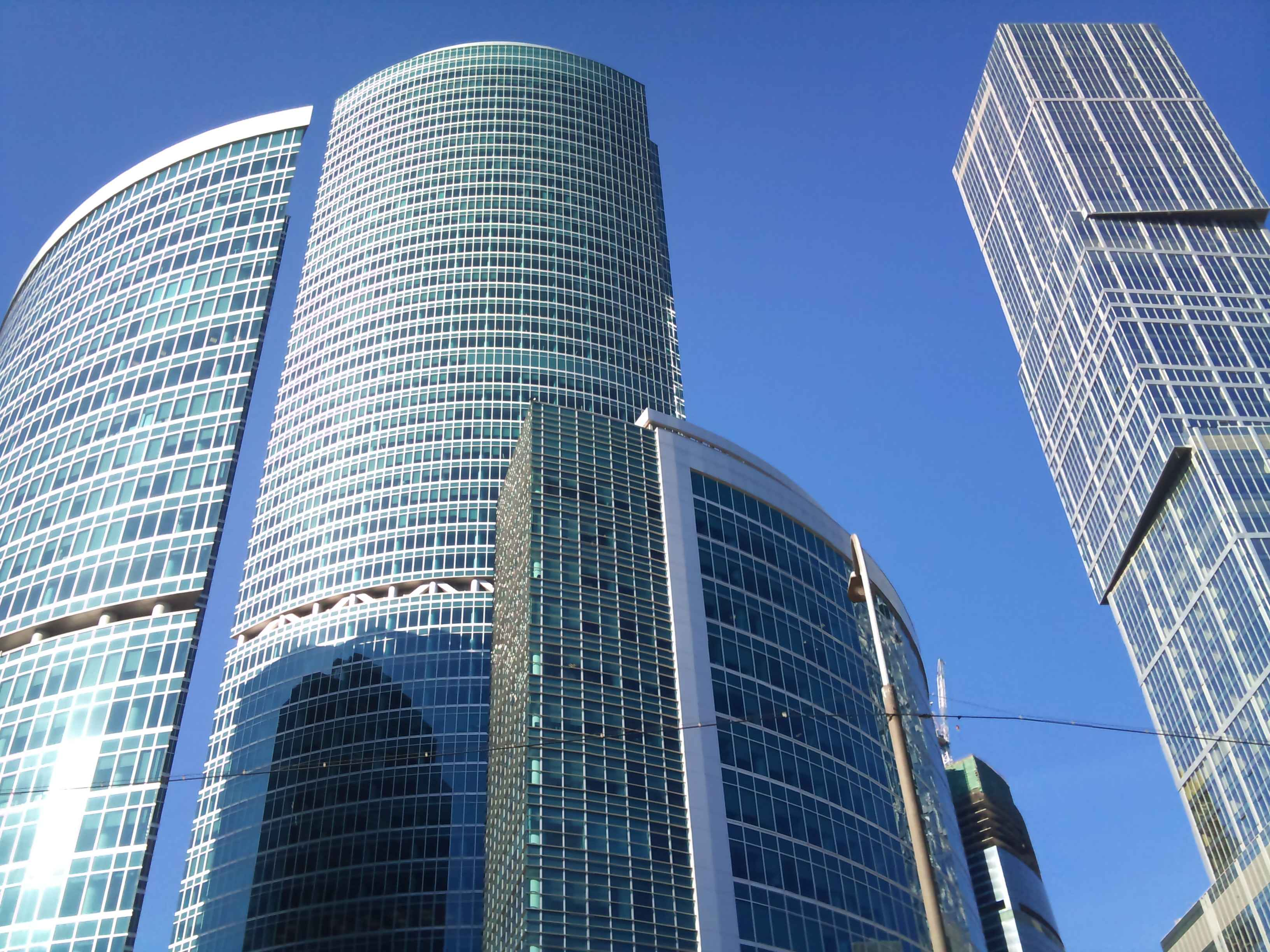
2010
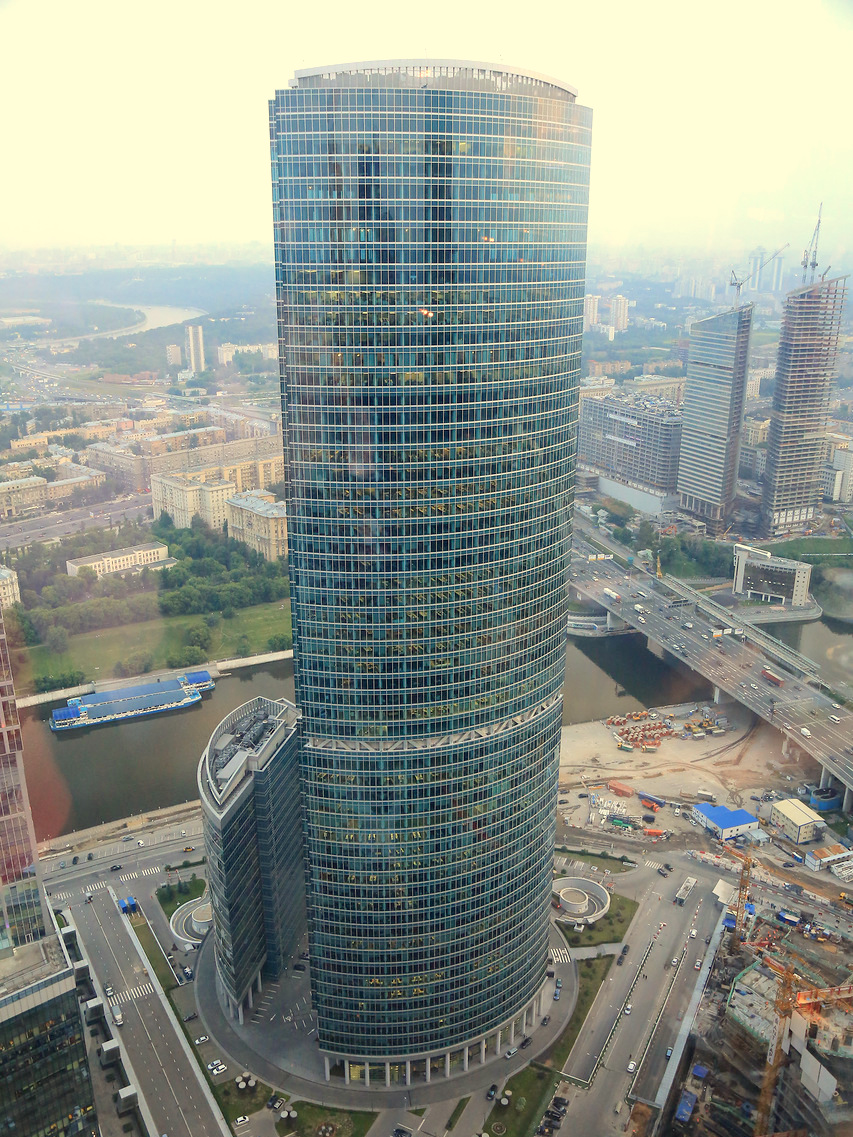
2013
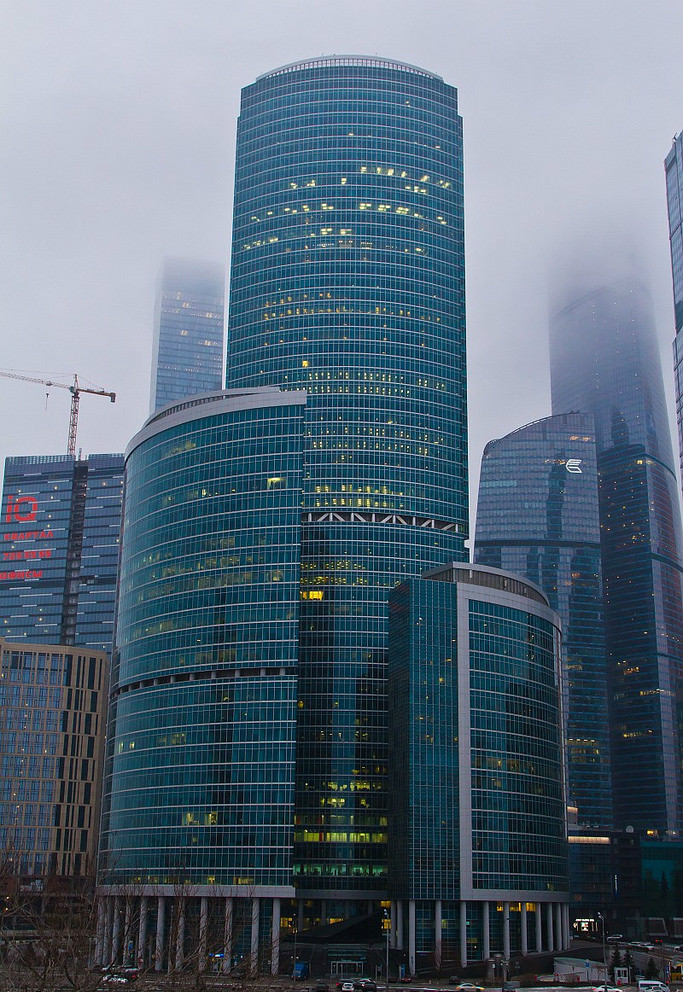
2016